# Динамо (Полтава)
«Динамо» (Полтава) — український футбольний клуб з Полтави.

## Історія
Футбольна команда «Динамо» була заснована в Полтаві в 1928 році. У 1936 році колектив брав участь у розіграші Кубка СРСР. У 1946 році клуб дебютував у центральній зоні Третьої групи чемпіонату СРСР. Після цього клуб виступав у розіграші чемпіонату і Кубка Полтавської області, вигравши 1947 року «золотий дубль».

## Досягнення
- Чемпіон Полтавської області: 1947
- Володар Кубка Полтавської області: 1947